# Distretto di Rozdil'na
Il distretto di Rozdil'na (in ucraino Роздільнянський район?, Rozdil'njans'kyj rajon) è un distretto dell'Ucraina situato nell'oblast' di Odessa; ha per capoluogo Rozdil'na. Ha una popolazione di 144 377 abitanti.
Il 18 luglio 2020, come parte della riforma amministrativa dell'Ucraina, il numero di distretti dell'oblast di Odessa è stato ridotto a sette e l'area del distretto di Rozdil'na è stata notevolmente ampliata.
Il distretto è stato costituito nel 1930.